# Амур (гори)
Хребет Амур — це гірський масив, що в Алжирі.

## Географія
Цей масив розташований в центральній частині Сахаринського Атласу між хребтом Ксур, що з заходу і хребтом Оулед Наїл на сході.
Місто Афлу одне з найвищих муніципалітетів в Алжирі, а також одине з найхолодніших тому, що знаходиться на висоті 1426 м. Близько 35 000 чоловік проживають в районі масиву Амур.

## Вершини
| Вершини         | Висотав метрах |
| --------------- | -------------- |
| Джебель Ксел    | 2008           |
| Ґюрн Аріф       | 1721           |
| Сіїді Еакба     | 1707           |
| Куру            | 1706           |
| Оум Ель Кудур   | 1686           |
| Кеф Сіді Боузет | 1503           |